# Batalla de Kumanovo
La batalla de Kumanovo (serbio: Кумановска битка / Kumanovska bitka, turco: Kumanova Muharebesi) fue una batalla decisiva de la Primera Guerra de los Balcanes, y tuvo lugar del 23 al 24 de octubre de 1912. Significó una importante victoria del Reino de Serbia sobre el ejército del Imperio otomano en el Valiato de Kosovo, poco después del estallido de la guerra. Después de esta derrota, el ejército otomano abandonó la mayor parte de la región, sufriendo grandes pérdidas de personal (principalmente debido a las deserciones) y de material de guerra.

## Orden de batalla
El objetivo del plan del Ejército Real de Serbia era destruir el ejército otomano en una batalla decisiva antes de que los otomanos pudieran completar la movilización y concentración de fuerzas. Los planificadores serbios asumieron que la principal fuerza otomana se desplegaría defensivamente en el valle del río Vardar y en la meseta de importancia estratégica de Ovče Pole. El comandante en jefe serbio era el general Radomir Putnik. El objetivo era envolver dos veces al ejército otomano mediante el uso de tres ejércitos:
- El Primer Ejército, bajo el mando del Príncipe Heredero Alejandro, compuesto por cinco divisiones de infantería y una de caballería (132 000 hombres), se desplegó en el área alrededor de Vranje, con la tarea de atacar al enemigo frontalmente.[9]
- El Segundo Ejército, al mando de Stepa Stepanović, compuesto por una división serbia y una búlgara (74 000 hombres), desplegados en el área alrededor de Kyustendil, fue asignado al ataque más oriental, con el objetivo de atacar el flanco derecho del enemigo.[9]
- El Tercer Ejército, al mando de Božidar Janković, compuesto por cuatro divisiones de infantería y una brigada de infantería (76 000 hombres), desplegados en dos grupos, el primero en Toplica y el segundo en Medveđa, fue asignado al ataque más occidental, con la tarea de tomar Kosovo y luego avanzar hacia el sur para atacar el flanco izquierdo del enemigo.[9]
- Se enviaron unidades más pequeñas para tomar el Sandžak.[9]

Según el plan otomano inicial, creado por Colmar Freiherr von der Goltz, las fuerzas otomanas en Macedonia permanecerían a la defensiva y, si fuera necesario, se retirarían a Albania. La batalla decisiva tendría lugar en Tracia, contra el ejército búlgaro. Sin embargo, Nazım Bajá, el recién nombrado comandante en jefe del ejército otomano, decidió sorprender a los serbios con una ofensiva en Macedonia. El plan también incluía la ofensiva en Tracia. Su objetivo era ganar las batallas iniciales contra los aliados sorprendidos, con la esperanza de que las grandes potencias intervinieran y detuvieran la guerra.
La movilización otomana en Macedonia fue lenta y el ejército otomano de Vardar, dirigido por Zeki Pasha, tenía poco más de la mitad de su personal movilizado cuando comenzó la guerra. Esta fuerza estaba compuesta por:
- V Cuerpo, al mando de Said Pasha, compuesto por cuatro divisiones (32 000 hombres), desplegados en el área alrededor de Štip.
- VI Cuerpo, al mando de Cavit Pasha, compuesto por dos divisiones (6 000 hombres), desplegados en la zona de Veles.
- VII Cuerpo, al mando de Fethi Pasha, compuesto por tres divisiones (19 000 hombres), desplegados en la zona de Kumanovo.
- Unidades más pequeñas en Kosovo.[10]

## Preludio

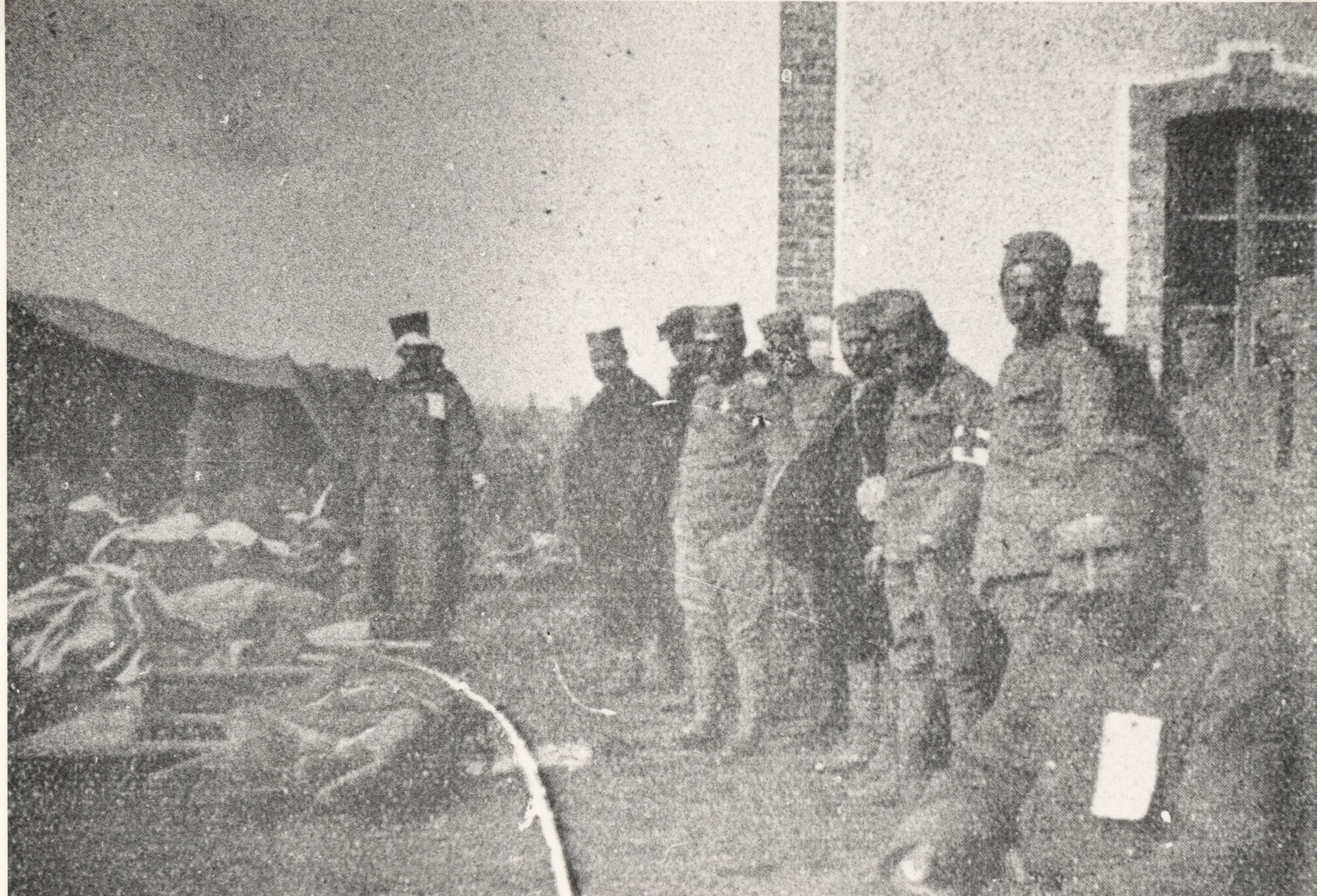
Hospital cerca del pueblo de Tabanovce, durante la batalla de Kumanovo, 1912.

Incluso antes de que se declarara la guerra, ocurrieron escaramuzas fronterizas. El 15 de octubre, en el frente del grupo Toplica del Tercer Ejército, chetniks serbios, actuando por su cuenta, atacaron a las fuerzas otomanas; aunque el despliegue serbio aún no se había completado. Los otomanos contraatacaron, pero fueron detenidos por la II División del Morava. La lucha en la frontera duró hasta el 19 de octubre, cuando los otomanos se vieron obligados a retirarse. El 21 de octubre todo el Tercer Ejército comenzó su avance y el 22 de octubre, sin resistencia seria, entró en Pristina.
El 18 de octubre, la 7.ª División de Infantería de Rila búlgara del Segundo Ejército comenzó su avance hacia Gorna Dzhumaya, mientras que el resto del ejército avanzó hacia el pueblo de Stracin y lo capturó el 21 de octubre.
El Primer Ejército cruzó la frontera el 20 de octubre y en la tarde del 22 de octubre llegó a las afueras de Kumanovo.
En el otro lado, tan pronto como se desplegaron sus fuerzas, Zeki Pasha decidió tomar la ofensiva hacia Kumanovo. En la noche del 22 de octubre, el ejército de Vardar se reunió en el valle del río Pčinja. Si bien Zeki Pasha tenía la información precisa sobre la fuerza y la disposición de las fuerzas serbias, el comando serbio no se dio cuenta de que la batalla con la principal fuerza otomana comenzaría a la mañana siguiente. Sin esperar el ataque, los serbios no fortificaron sus posiciones, que eran topográficamente fuertes. Aun así, solo dos de las cinco divisiones de infantería se desplegaron en el escalón delantero: la División Danubio I en el ala izquierda, con la División de Caballería detrás y la División Morava I en el ala derecha. El flanco izquierdo era particularmente vulnerable, porque Srtevica, el importante objeto topográfico, estaba defendido por irregulares.
Durante la noche del 22 al 23 de octubre, la 17.ª División de Infantería del VI Cuerpo y la División de Infantería de Monastir cruzaron el río Pčinja y tomaron la posición en el centro otomano, en la colina de Zebrnjak. Las fuerzas principales de la 13.ª División de Infantería del V Cuerpo y la División de Infantería de Štip permanecieron en la orilla izquierda del Pčinja, formando el ala derecha de los otomanos, que actuaban como reserva y protegían la ruta de Stracin, mientras que las fuerzas principales de VII Cuerpo (19.ª División de Infantería y División de Infantería Üsküb) estaban en el lado izquierdo.

## La batalla

### 23 de octubre

Mapa de la batalla del 23 de octubre.

La mañana del 23 de octubre amaneció con neblina y el reconocimiento no se pudo realizar correctamente. En el flanco izquierdo serbio, los observadores notaron las tropas de la 17.ª División de Infantería en movimiento, pero las confundieron con la batería otomana que se retiraba de Stracin. Las tropas del 18.º regimiento de la I División del Danubio, que avanzaron para capturarlo, fueron rechazadas, así como las fuerzas de reconocimiento de la División de Caballería.
Al observar la retirada de estas unidades serbias, Zeki Pasha concluyó que el ala izquierda serbia era débil. Como no hubo acciones del Segundo Ejército de Stracin, decidió atacar. Alrededor de las 11:00, con apoyo de artillería, El V y VI cuerpos atacaron las posiciones de la I División del Danubio. Pronto, la 13.ª y la 17.ª División de Infantería obligaron al 18.º regimiento a retirarse en desorden, pero, en lugar de continuar el ataque, Zeki Pasha esperó la llegada de la División de Infantería de Štip desde la retaguardia con el objetivo de utilizar esta división para atacar el flanco y la retaguardia serbios. Eso permitió al 7.º regimiento serbio ayudar al vacilante 18.º regimiento y consolidar una defensa. Poco después llegó el 8.° regimiento serbio, y el 7.° regimiento pudo moverse hacia el flanco izquierdo y reforzar la defensa de Srtevica, que estaba en peligro por un ataque de la División de Infantería de Štip. En el flanco derecho de la I División del Danubio, su 9.º regimiento detuvo el avance de la debilitada División de Infantería de Monastir.
Alrededor de las 12:00, el VII Cuerpo comenzó su ataque contra las posiciones ocupadas por la I División del Morava. Sin embargo, la infantería y la artillería serbia ya estaban desplegadas para el combate, ya que el fuego de artillería del este sugería que la batalla había comenzado. Después del progreso otomano inicial, los serbios contraatacaron y los empujaron de regreso a sus posiciones iniciales. Después del contraataque serbio, las unidades otomanas se mantuvieron a raya gracias al fuego de artillería serbio bien organizado hasta el final del día.
Las divisiones de retaguardia de Serbia (División II del Danubio a la izquierda, División I del Drina en el centro y División II de Timok a la derecha) y la artillería del ejército no fueron informadas sobre las operaciones de combate. Permanecieron en la retaguardia, sin participar en el primer día de la batalla. El comando del Primer Ejército no recibió información precisa sobre la batalla y no tuvo ninguna influencia en el combate real. A pesar de estos hechos, el ataque otomano del 23 de octubre no tuvo éxito, principalmente gracias a "la gran devoción de las tropas (serbias) y los oficiales inferiores".

### 24 de octubre

Mapa de la batalla del 24 de octubre.

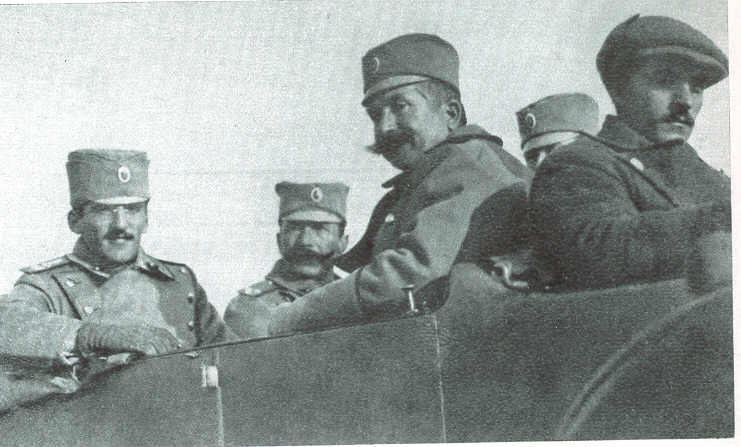
El personal del Primer Ejército Serbio. En el lado izquierdo está el comandante del ejército, Príncipe Alejandro, sentado junto al jefe de personal, Petar Bojović.

Sin información sobre la situación en el campo, el comando del Primer Ejército no se dio cuenta de que se había producido el ataque de las principales fuerzas otomanas, ya que se esperaba que esas fuerzas estuvieran en Ovče Pole. Suponiendo que las unidades otomanas al norte de Kumanovo eran simplemente destacamentos de avanzada, ordenó a las tropas que continuaran su avance hacia el sur, como estaba previsto previamente. Después de la medianoche, recibió un informe de la I División del Danubio que decía que la división fue atacada por fuertes fuerzas enemigas y sufrió muchas bajas, pero en ese momento ya era demasiado tarde para cambiar las órdenes.
Por otro lado, Zeki Pasha decidió continuar el ataque con la esperanza de que sus fuerzas pudieran lograr la victoria al día siguiente.
El ataque otomano en su ala derecha comenzó alrededor de las 5:30. El VI Cuerpo fue asignado para bloquear tantas fuerzas enemigas como fuera posible atacando desde el frente, mientras que la División de Infantería de Štip fue nuevamente asignada a ataque de flanco. La I División del Danubio nuevamente tuvo que soportar una fuerte presión, pero alrededor de las 10:00 algunas secciones de la II División del Danubio llegaron desde la retaguardia y fortalecieron la defensa. Al mismo tiempo, la División de Caballería se trasladó a la orilla izquierda del Pčinja y frenó el avance de las fuerzas otomanas hacia Srtevica. Alrededor de las 12:00, partes de la II División del Danubio reforzaron también la defensa de Srtevica, deteniendo definitivamente el avance del ala derecha otomana.
En el ala izquierda otomana, muchos reservistas de la División de Infantería de Üsküb habían desertado durante la noche, al escuchar que el Tercer Ejército había capturado Pristina y que marchaba hacia Skopie. Aun así, a las 5:30, el VII Cuerpo inició el ataque. Sin embargo, la I División del Morava contraatacó a las 6:00 y con la llegada de la II División de Timok por la retaguardia, obligaron a toda el ala izquierda otomana a retirarse.
Alrededor de las 9:30, la II División del Drina del escalón de retaguardia del Primer Ejército llegó al frente y atacó el centro otomano. Alrededor de las 11:00, la División de Infantería de Monastir comenzó a retirarse. El comandante del VI Cuerpo logró detener temporalmente el avance serbio utilizando sus últimas reservas, pero en el ataque repetido alrededor de las 13:00, la I División del Drina capturó Zebrnjak, el principal objetivo de la defensa otomana, y obligó a la 17.ª División de Infantería a retirarse. Con la División de Infantería de Üsküb y la División de Infantería de Monastir ya en retirada, la batalla se resolvió. A las 15:00, la División Morava entró en Kumanovo.
Las fuerzas otomanas se retiraron en desorden: el VII Cuerpo y partes del VI hacia Skopje y el V y partes del VI Cuerpo hacia Štip y Veles. Las tropas serbias perdieron la oportunidad de perseguirlos.

## Consecuencias
El ejército otomano de Vardar libró la batalla de acuerdo con el plan, pero a pesar de esto, sufrió una dura derrota. Aunque Zeki Pasha operativamente sorprendió al mando serbio con su repentino ataque, la decisión de actuar ofensivamente contra el enemigo superior fue un grave error que determinó el resultado de la Batalla de Kumanovo. Por otro lado, el comando serbio comenzó la batalla sin planes ni preparativos, y perdió la oportunidad de perseguir al enemigo derrotado y terminar efectivamente las operaciones en la región, aunque tenía las tropas frescas del escalón de retaguardia disponibles para tal acción. Incluso después del final de la batalla, los serbios todavía creían que se luchaba contra unidades otomanas más débiles y que las principales fuerzas enemigas estaban en Ovče Pole.
Sin embargo, la Batalla de Kumanovo fue un factor decisivo en el resultado de la guerra en la región. El plan otomano para una guerra ofensiva había fracasado, y el ejército de Vardar se vio obligado a abandonar mucho territorio y perdió una cantidad significativa de piezas de artillería sin posibilidad de refuerzo, porque las rutas de suministro de Anatolia fueron cortadas.
El Ejército de Vardar no pudo organizar la defensa en el Río Vardar y se vio obligado a abandonar Skopie, retirándose hasta Prilep. El Primer Ejército avanzó lentamente y entró en Skopie el 26 de octubre. Dos días más tarde, fue reforzado porla II División del Morava División, mientras que el resto del Tercer Ejército fue enviado a Kosovo Occidental y luego a través del norte de Albania hasta la Costa Adriática. El Segundo Ejército fue enviado para ayudar a los búlgaros en la Asedio de Adrianópolis, mientras que el Primer Ejército se preparaba para una ofensiva contra Prilep y Bitola.